# Vega de San Marcos
Vega de San Marcos är en ort i Mexiko.   Den ligger i kommunen San Rafael och delstaten Veracruz, i den sydöstra delen av landet, 240 km öster om huvudstaden Mexico City. Vega de San Marcos ligger 17 meter över havet och antalet invånare är 6 261.
Terrängen runt Vega de San Marcos är platt. Runt Vega de San Marcos är det ganska tätbefolkat, med 185 invånare per kvadratkilometer. Närmaste större samhälle är Martínez de la Torre, 17,3 km sydväst om Vega de San Marcos. Omgivningarna runt Vega de San Marcos är en mosaik av jordbruksmark och naturlig växtlighet.